# František Plach
František Plach (Žilina, 8 marzo 1992) è un calciatore slovacco, portiere del Piast Gliwice.

## Carriera

### Nazionale
Il 29 marzo 2022 debutta con la nazionale maggiore nell'amichevole vinta per 2-0 contro la Finlandia.

## Palmarès

### Club
- Campionato polacco: 1

Piast Gliwice: 2018-2019

### Individuale
- Miglior portiere del campionato polacco: 1

2019-2020